# Беляев, Александр Иванович (учёный)
Александр Иванович Беляев (род. 17 апреля 1958 года) — российский учёный-животновод, селекционер, член-корреспондент РАН (2025).

## Биография
Родился 17 апреля 1958 года в совхозе «Хоперский пионер» Урюпинского района Волгоградской области.
С 1975 по 1976 годы — рабочий совхоза «Искра» Урюпинского района.
С 1981 по 1982 годы — старший зоотехник совхоза «Искра».
В 1981 году — окончил зоотехнический факультет (в настоящее время — факультет биотехнологий и ветеринарной медицины) Волгоградского сельскохозяйственного института (в настоящее время — Волгоградский государственный аграрный университет), по кафедре Частная зоотехния, по специальности «зоотехния», квалификация «зооинженер».
С 1982 по 1983 годы — второй секретарь Урюпинского горкома ВЛКСМ.
С 1983 по 1986 годы — главный зоотехник совхоза «Искра».
С 1986 по 1991 годы — директор совхоза «Хоперский пионер».
С 1991 по 2002 годы — генеральный директор АО (ОАО) "Акционерная компания «Агропромснаб».
В 1995 году — защитил кандидатскую диссертацию в области экономических наук, тема: «Рыночная модель производственно-технического обслуживания сельского хозяйства».
С 1996 по 1997 годы — заместитель главы Администрации Волгоградской области.
С 1996 по 2009 годы — профессор кафедры Волгоградской государственной сельскохозяйственной академии (по совместительству).
С 2002 по 2009 годы — генеральный директор ООО «Волгоградагролизинг».
В 2004 году — защитил докторскую диссертацию в области сельскохозяйственных наук, тема: «Разработка методов рационального использования породных ресурсов крупного рогатого скота при производстве говядины в условиях Нижнего Поволжья».
В 2009 году — стал помощником Министра сельского хозяйства Российской Федерации, и в том же году по 2011 годы — являлся заместителем Министра сельского хозяйства Российской Федерации.
С 2014 по 2018 годы — первый заместитель председателя Правительства Волгоградской области, заместитель губернатора Волгоградской области.
С 2018 года по настоящее время — директор Федерального научного центра агроэкологии, комплексных мелиораций и защитного лесоразведения РАН (Всероссийский НИИ агролесомелиорации) (Волгоград).
В 2025 году — избран членом-корреспондентом РАН от Отделения сельскохозяйственных наук.

## Научная деятельность
Специалист в области сельского хозяйства.
Основные направления научной деятельности: животноводство, фитомелиоративная реконструкция деградированных пастбищных экосистем, исследования климатических изменений.
Под его руководством разработаны и утверждены следующие государственные и региональные проекты: отраслевая целевая программа «Развитие крестьянских (фермерских) хозяйств и других малых форм хозяйствования в АПК на 2009—2011 годы», программа «Охрана окружающей среды на территории Волгоградской области на 2017—2020 годы», «Использование и охрана водных объектов, предотвращение негативного воздействия вод на территории Волгоградской области на 2014—2020 годы», внесены изменения в Федеральные законы: «О развитии сельского хозяйства», «О ветеринарии», «О семеноводстве», «О племенном животноводстве». Принимал участие в разработке приоритетного национального проекта «Развитие агропромышленного комплекса Российской Федерации».
Автор и соавтор более 140 научных работ, в том числе — 25 монографий, 26 патентов РФ.
Автор породы крупного рогатого скота «Русская комолая» (единственная запатентованная заводская порода коров мясного типа, выведенная в России после 1951 года), разработчик дифференцированной технологии фитомелиоративной реконструкции кормовых угодий, а также информационной технологии верификации засух для локальных территорий.
Член редакционной коллегии «Сибирского лесного журнала».

## Награды
- Заслуженный работник сельского хозяйства Российской Федерации